# Домани, Роберт
Роберт Домани (хорв. Robert Domani; 16 марта 1908, Славонска-Ораховица — 3 марта 1942, Балинка-Печ) — югославский военный еврейского происхождения, участник Гражданской войны в Испании и Народно-освободительной войны. Народный герой Югославии.

## Биография

### Ранние годы
Родился 16 марта 1908 в Славонске-Ораховице недалеко от Осиека. До войны учился на техническом факультете в Загребском университете, во время учёбы примкнул к молодёжному революционному движению. В 1937 году был принят в Коммунистическую партию Югославии, в том же году он отправился в Испанию, где сражался в составе интернациональных бригад.

### Гражданская война в Испании
С начала боёв Роберт продемонстрировал исключительную храбрость на полях сражений в Испании, за что был возведён в ранг капитана артиллерии Республиканской армии. В конце 1937 года возглавил батарею 2-го отделения тяжелой артиллерии «Шкода». Весной 1938 года был переведён на Арагонский фронт, где большая часть сил националистов концентрировалась у моря. В ожесточённых боях противник подавил силы республиканцев после огромных потерь: в битве при Москито-де-Арк батарея Роберта Домани остановила штурмовой батальон франкистов и нанесла ему ощутимый урон. Также Домани участвовал в боях за Валенсию, Винарос и Кастельон-де-ла-Плата.
В мае 1938 года командовать 2-м дивизионом был назначен Коча Попович, однако в июле 1938 года из-за ранения Попович не смог продолжить командовать, и Домани возглавил дивизион. В тех боях Роберт командовал батареей имени Карла Либкнехта. Дивизионом он командовал вплоть до конца войны, а после прибытия во Францию был интернирован в лагерь Верне. Сбежал оттуда в 1940 году.

### Арест в Германии
В Германии Домани работал на авиационном заводе Junkers в Десау, однако группа экстрадированных югославов из 20 человек была раскрыта гестаповцами. Среди арестованных были не только Роберт Домани, но и другие деятели КПЮ: Данило Лекич, Отмар Креачич и Душан Кведер. Все арестованные были отправлены в концлагерь Брауншвейга, где подвергались пыткам в течение месяца по обвинению в антинацистской деятельности. Позднее их отправили обратно на работу, однако пригрозили повторным арестом в случае поддержки Движения Сопротивления.

### Бои в Югославии и гибель
При помощи испанских добровольцев Домани сбежал из Десау в Загреб, где ушёл в подполье. С августа 1941 года Роберт занялся организацией партизанских отрядов в Кордуне, используя опыт боевых действий в Испании. Вскоре он был назначен командующим 2-го Кордунского партизанского отряда. Его отряд участвовал в боях за Слун, Войнич, Велюн и Плашку.
3 марта 1942 один из взводов 3-й роты 2-го Кордунского отряда попал в плен к четникам и был разоружён. Разоружённые партизаны выдали местонахождение роты. В ту же ночь Домани вместе с группой солдат вступил в бой с четниками и погиб. В бою были убиты другие офицеры роты: политрук 3-го батальона Бранко Латаш, командир 3-й роты Стево Чутурил и политработник 3-й роты Адольф Штайнбергер. Трупы были сброшены в обрыв, и было создано такое впечатление, что разоружённые сбежали.

### Память
Останки убитых лежали на глубине 360 метров. В 1966 году группа британских спелеотуристов обнаружила останки, по которым и состоялась идентификация погибших Домани и его товарищей. Все были захоронены в братской могиле в Плашке.
Звание Народного героя Югославии Роберт Домани получил посмертно 24 июля 1953.